# قرفصاء (تمرين)

صورة متحركة لتمرين القرفصاء.

القرفصاء هو من تمارين التّدريب بالأثقال الذي يقوم بتدريب كامل عضلات الجسم السفلية مثل عضلات البطن، الحوض، والسّاقين. يعتبر هذا التمرين من أهم تمارين رافعي الأثقال حيث يقوم هذا التمرين بتدريب أهم العضلات المسؤولة عن القوة والتحمل وهي عضلات الحوض. يعتبر هذا التمرين من التمارين المعقدة بالأوزان الثقيلة ولكن أهمها إطلاقاً، عند تطبيقها بشكل سليم سوف تمنع آلام الظهر وذلك بسبب تقوية عضلات البطن، الحوض، والأرجل المرتبطة بالظهر السفلي. كما أن تمرين القرفصاء يقوم بتقوية العظام، الأربطة والأوتار الخاصة بالقسم السفلي من الجسم.
يزعم بعض المدربين أن تمرين القرفصاء هو السبب الرئيسي لآلام الظهر والركبة، ونتيجة لذلك تم ظهور تمارين مشابهه للقرفصاء مثل مقعد القرفصاء، زيرخر سكوات...إلخ. على أية حال يبقى تمرين القرفصاء هو أفضل تمارين رياضة الأثقال لكسب القوة والعضلات. بعض المدربين يقوم بتدريب اللاعبين بتمرين نصف قرفصاء وذلك سوف يؤدي إلى آلام الركبة بسبب الضغط الواقع على الأرجل. بخلاف تمرين القرفصاء الكامل الذي يقوم باستخدام عضلات الحوض والأرجل. في جميع برامج تمارين رفع الأثقال والقوة يجب على المتدرب أن يبدأ تمرينه بالقرفصاء مثل برنامج تدريب بداية القوة.

## التطبيق

الحركة تبدأ من وضعية قائمة. وتكون الحديدة مستريحة على العضلة شبه منحرفة الموجودة في الظهر العلوي. وتتأثر الحركة عند إرجاع الحوض (المؤخرة) إلى الوراء وانحناء الركبتين ليكون الجذع بالأسفل بالتعاون مع الثقل الموجود على الباربيل. والآن أهم جزء وهو كيفية الصعود، وأنت في الأسفل حافظ على توازنك وقم أولا عن طريق الحوض ومن ثم أضغط على عضلات البطن والمؤخرة هكذا سوف تكون قد طبقت التمرين بشكل صحيح.

## المعدات
هناك الكثير من الأدوات تستخدم في المساعدة على إداء التمرين مثل قفص التمرين الذي يغنيك عن مساعد. آلة سميث (Smith Machine) لا تقم بتطبيق التمرين عليها حيث تقوم بإزالة التوازن مما يؤدي إلى ضغط هائل على عضلات الركبة والظهر.

## أرقام عالمية
- فلاد إلاهزوف حقق 566.9 كجم، روسيا.
- شين هامان حقق 457.5 كجم، الولايات المتحدة الأمريكية.

## الأنواع والأشكال
متعددة ومنها:
- وضع البار الی امام الصدر وتثبيته بقوه والقيام بالسكوات علی أفضل وجه